# 閔一范
閔一范（1541年—1583年），字仲甫，號龍池，浙江湖州府烏程縣織里鎮晟舍人，軍籍，祖籍山東兗州府濟寧州，明朝政治人物。

## 生平
萬曆元年（1573年）癸酉科浙江鄉試第六十一名舉人，八年（1580年）庚辰科三甲第一百六十三名進士。工部觀政，授潁上縣知縣，十年（1582年）調巴陵縣知縣，十一年（1583年）卒於官。

## 家族
出身烏程閔氏望族。高祖閔珪，少保、太子太保、刑部尚書；曾祖閔聞，封南京兵馬司指揮，贈應天府通判；祖父閔宜勵，知州；父閔德慶，訓導。母徐氏。具慶下。
子閔夢得、閔齊文、閔齊商、閔齊華、閔齊伋、閔齊言。